# Shu Abe
Shu Abe (født 7. juni 1984) er en tidligere japansk fodboldspiller.
Han har spillet for flere forskellige klubber i sin karriere, herunder Kashiwa Reysol og Avispa Fukuoka.